# Dołżańscy herbu Sas
Dołżańscy herbu Sas – polski ród szlachecki, którego pochodzenie dotychczas nie zostało gruntownie zbadane.

## Historia
Najwcześniejsza znana wzmianka pochodzi z 1697 r., w którym to Stanisław Dołżański podpisał elekcję z województwem mińskim - niewątpliwie obiór króla Augusta Mocnego. 
W zaborze austriackim wylegitymowali się ze szlachectwa:
- Michał i Józef Dołżańscy w 1790 r. przed Wydziałem Stanów we Lwowie,
- Teodor Dołżański w 1790 r. przed Wydziałem Stanów we Lwowie (odnotowany w dodatku do Pocztu szlachty galicyjskiej i bukowińskiej).

Z nich - za Sewerynem Uruskim - Michał i Józef byli synami Michała i Anastazji Sieleckiej, zaś Teodor był synem Jakuba, a wszyscy - wnukami Jana i Katarzyny Ilnickiej.
Od XVIII w. do II wojny światowej jedna z linii rodu Dołżańskich zamieszkiwała w powiecie tłumackim.